# Kropstädt

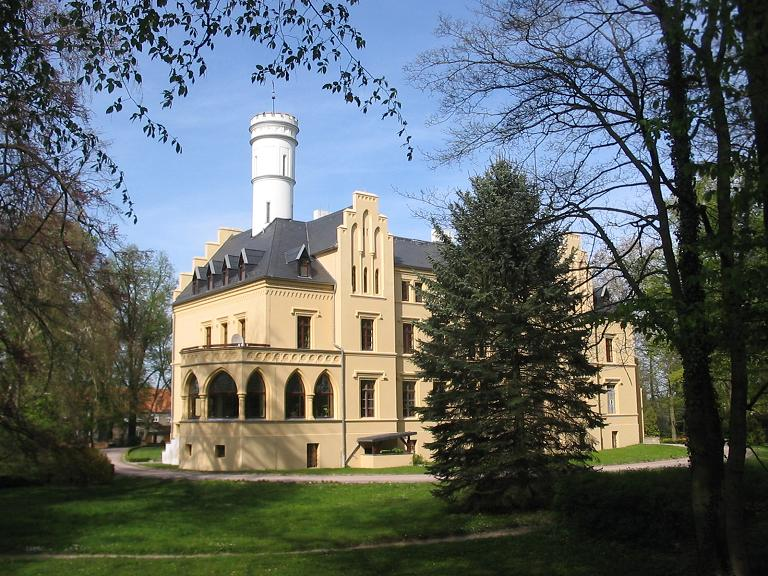
Schloss Kropstädt, 2007

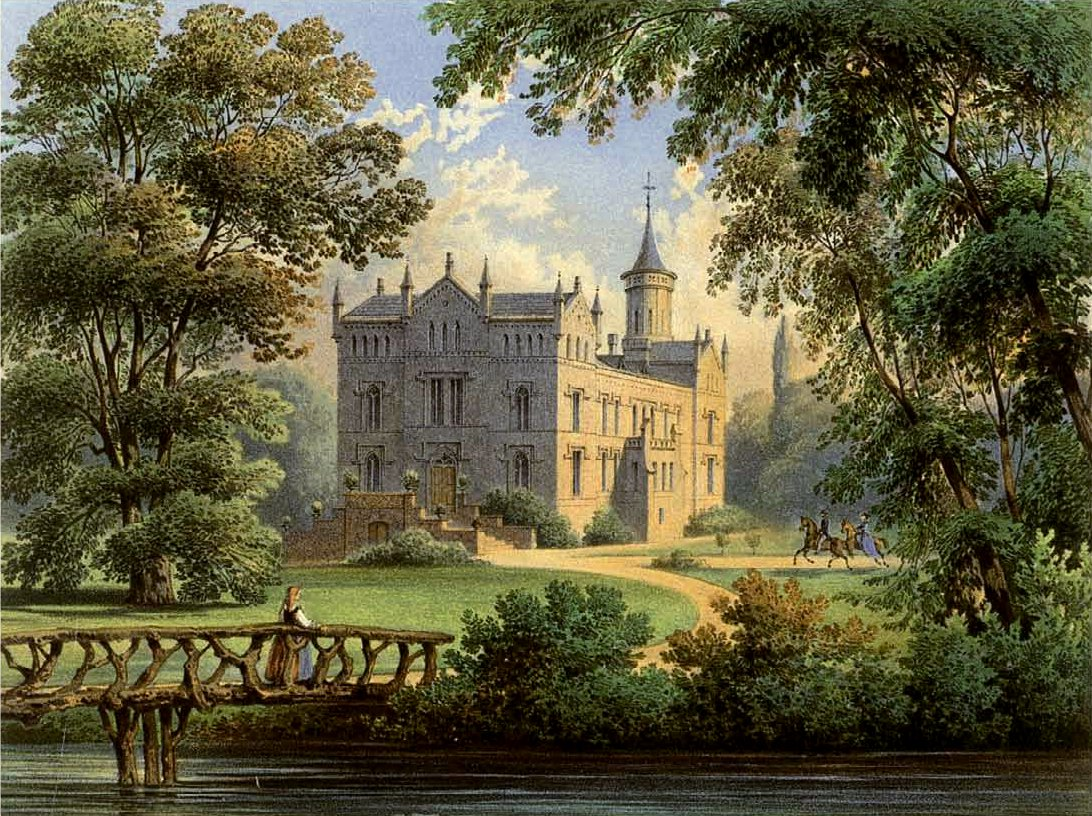
Schloss Kropstädt um 1860/61, Sammlung Alexander Duncker

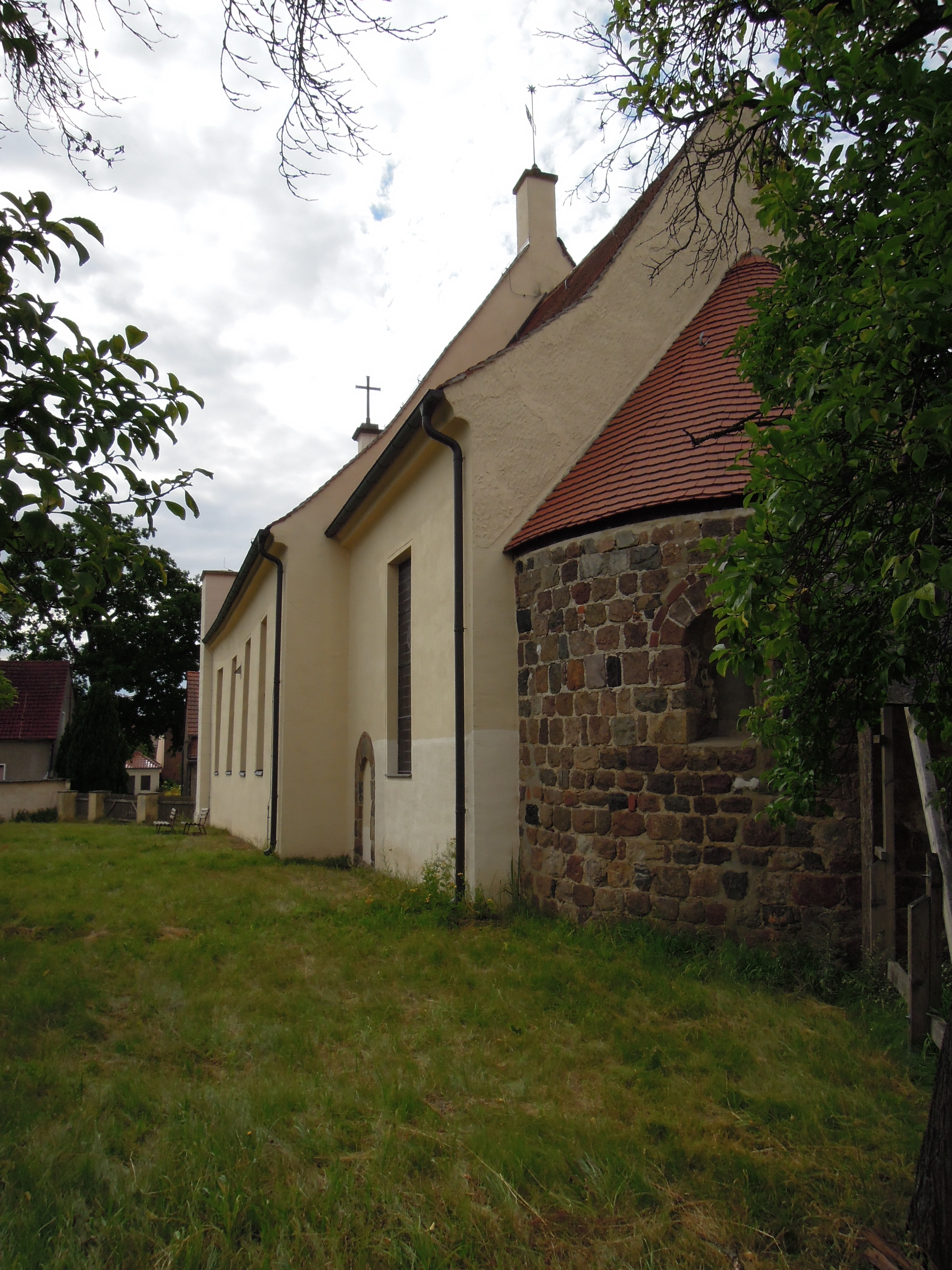
Kirche Kropstädt, weitere Bilder

Kropstädt ist eine Ortschaft der Lutherstadt Wittenberg in Sachsen-Anhalt. Sie umfasst die Ortsteile Kropstädt, Jahmo, Köpnick und Wüstemark.

## Geografie
Kropstädt liegt etwa 13 km nordöstlich des Stadtzentrums im Naturpark Fläming. Am 1. Januar 2010 wurde die bis dahin selbstständige Gemeinde zusammen mit den Gemeinden Boßdorf und Straach nach Lutherstadt Wittenberg eingemeindet. Die Ortsteile der ehemaligen Gemeinde waren Jahmo, Köpnick und Wüstemark.

## Sehenswürdigkeiten
Die Kirche in Kropstädt wurde ursprünglich im 13. Jahrhundert als Feldsteinkirche errichtet. Ihr heutiges Erscheinungsbild geht auf eine klassizistische Umgestaltung im 19. Jahrhundert zurück, mit welcher die Feldsteine in der Fassade überwiegend verschwanden. Lediglich an der Apsis im Ostteil des Gebäudes ist die ursprüngliche Gestalt noch abzulesen.
Das Schloss Kropstädt wurde zwischen 1855 und 1856 durch die damaligen Besitzerfamilie von Leipziger nach Plänen des Berliner Architekten Friedrich Hitzig im englisch-gotischen Stil erbaut. Bauherr war Friedrich Adolf Karl von Leipziger. An seiner Stelle stand 1150 die Wasserburg Ließnitz. Zum Gutsbesitz gehörten mehrere Nebengüter, wie Assau. Letzte Gutsbesitzer auf Kropstädt waren Thesa von Arnim-Kropstädt, geborene von Leipzig-Kropstädt (1879–1932), und nach dem Genealogischen Handbuch des Adels der Sohn Karlheinz von Arnim (1904–1965).
Im Schloss befand sich in der DDR-Zeit seit Anfang der 1950er Jahre das Mütter- und Säuglingsheim „Martha Brautzsch“. Nach der Wende und friedlichen Revolution in der DDR befand sich ein Hotel mit Restaurant im Schloss. Heute (2018) ist es in Privatbesitz und nicht zu besichtigen.

## Vereinsleben
Kropstädt verfügt über verschiedene gemeinnützige Vereine: den Sportverein Kropstädt 02 (Kegeln, Fitness, Radfahren), den Karnevalsverein KKC (gegründet 1957) und den Förderverein der Freiwilligen Feuerwehr. Der Förderverein Schlosspark und Gutshof Kropstädt engagiert sich für den Erhalt und die Pflege der Grün- und Hofflächen.

## Wirtschaft und Infrastruktur

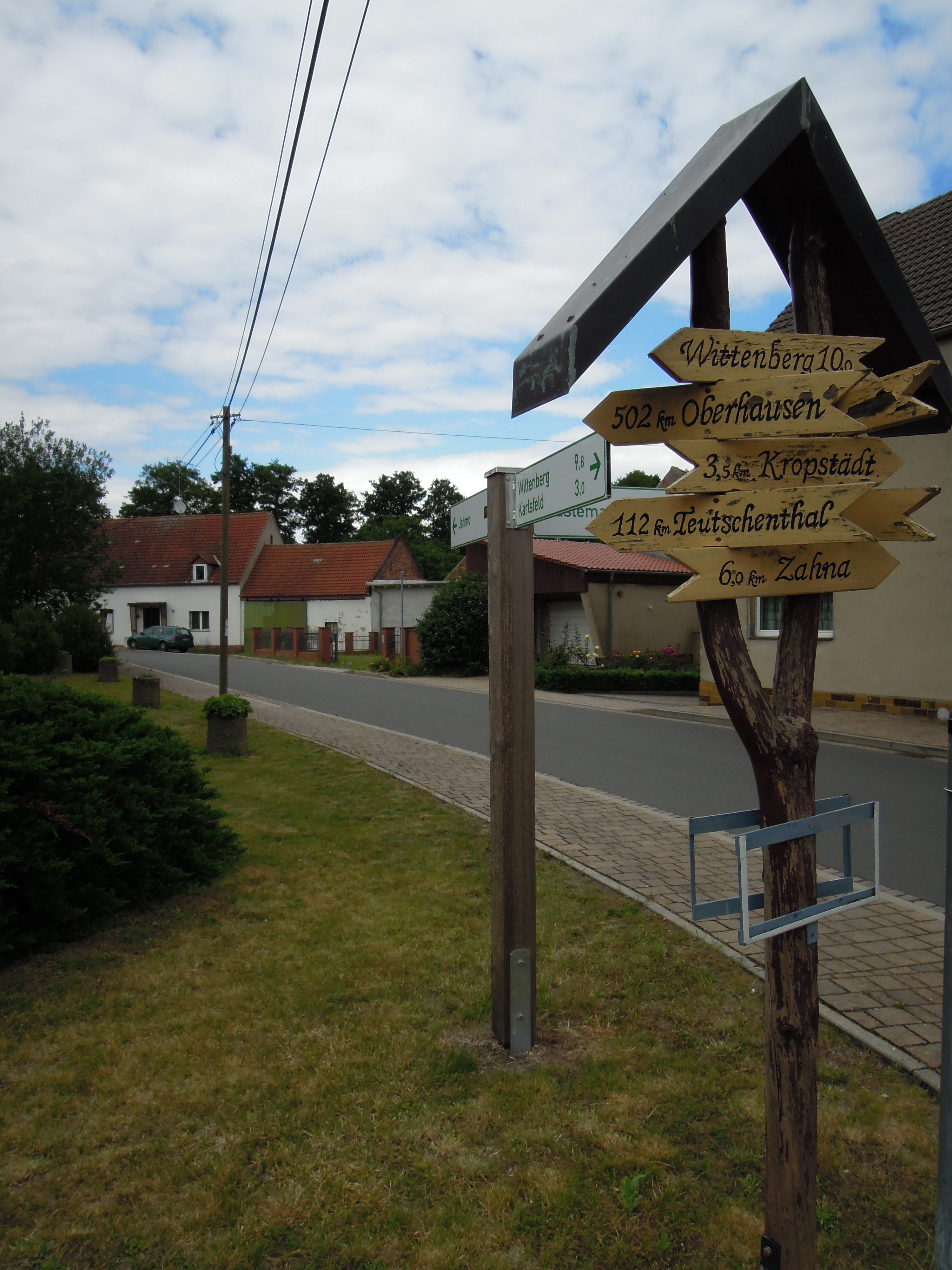
Wanderwegweiser in Köpnick

### Verkehr
Die Bundesstraße 2, die Berlin und Lutherstadt Wittenberg verbindet, führt direkt durch die Gemarkung Kropstädts.
Der öffentliche Personennahverkehr wird unter anderem durch den PlusBus des Landesnetzes Sachsen-Anhalt erbracht. Folgende Verbindung führt, betrieben von der Vetter Verkehrsbetriebe, durch Kropstädt:
- Linie X2: Lutherstadt Wittenberg ↔ Kropstädt ↔ Niemegk ↔ Bad Belzig

### Tourismus
Südlich Kropstädts und fußläufig erreichbar befindet sich der Rundweg Friedenthaler Grund, ein Wanderweg, der die Orte Jahmo, Köpnick und Wüstemark auf einer Gesamtentfernung von 11 Kilometern miteinander verbindet und überwiegend durch das Nadelholz der Kropstädter Heide führt.

## Persönlichkeiten

### Söhne und Töchter der Gemeinde
- Martin Moller (1547–1606), Mystiker und Kirchenlieddichter, Mitbegründer der evangelisch-lutherischen Erbauungsliteratur
- Friedrich August Wagner (1775–1856), Arzt und Archäologe
- Hans Wintoch alias „Hans die Geige“ (* 1954), Rockmusiker
- Angela Kummert (* 1955), Försterin und Politikerin (PDS)
- Hans-Eckardt Wenzel (* 1955), Liedermacher, Musiker und Lyriker
- Cornelia Gödecke (* 1960), Politikerin (SPD)
- Alf Mahlo (* 1960), Entertainer, Schauspieler und Produzent
- Hendrikje Wangemann (* 1961), Sopranistin
- Raja Lubinetzki (* 1962), Lyrikerin und Malerin

### Mit Kropstädt verbundene Persönlichkeiten
- Friedrich Wilhelm Curt von Leipziger (1761–1824), Besitzer des Ritterguts Kropstädt, Landrat des Landkreises Wittenberg
- Moritz von Leipziger (1795–1865), Gutsherr auf Niemigk, in Kropstädt geboren
- Karl von Leipziger (1848–1924), Besitzer des Ritterguts Kropstädt und Abgeordneter des Deutschen Reichstags
- Thomas Höse (* 1967), Politiker, eh. (AfD), lebt in Kropstädt